# Milagros de San Vicente
Los Milagros de San Vicente Ferrer, conocidos popularmente y por sus autores como Miracles de Sant Vicent Ferrer (nombre en valenciano), son representaciones teatrales infantiles que se realizan en las calles de Valencia, en unos escenarios artesanales decorados con temática religiosa conocidos como Altars de Sant Vicent (altares de San Vicente). Los niños interpretan, con ropas de época, distintos milagros realizados por San Vicente Ferrer. Algunos autores los califican como una «ignorada joya del teatro infantil español».
Las representaciones se realizan durante las fiestas patronales del santo y siempre tienen como pieza argumental algún milagro. Entre las características de las representaciones se encuentran que están protagonizadas por niños (carácter infantil), poseen un interés monográfico por la figura de San Vicente Ferrer y en ellas se presenta el tema religioso con aire de exaltación cívica.
La fiesta está declara como Patrimonio Cultural Inmaterial, por la Generalidad Valenciana.

## Origen
Estas representaciones puede que estén relacionados con otras tradiciones similares del ámbito europeo como el canto de la Sibila, canto de los tropos, la fiesta del obispillo, las rocas o entremeses. Pero los Milacres son auténticas obras de teatro, por su estructura y desarrollo como espectáculo.
El interés por la figura de San Vicente viene dado por la popularidad que alcanzó en la ciudad el Santo Patrono del Reino de Valencia y por el papel que representó en vida, tanto en el terreno cívico como político, y como símbolo de los ideales político-religiosos de las gentes de su época.
Los altares vicentinos se remontan al siglo XV. En 1461 Juan Garrigues levantó el primero en la calle del Mar de Valencia, según escritura copiada por Orellana
Como anécdota el altar del Mar ocultaba un negocio de charcutería y el propietario del comercio publicó una cuarteta:

Vixca san Viceent Ferre/Vixca a el carrer del Mar,vicxca la xoriceria/que hi ha darrere del altar

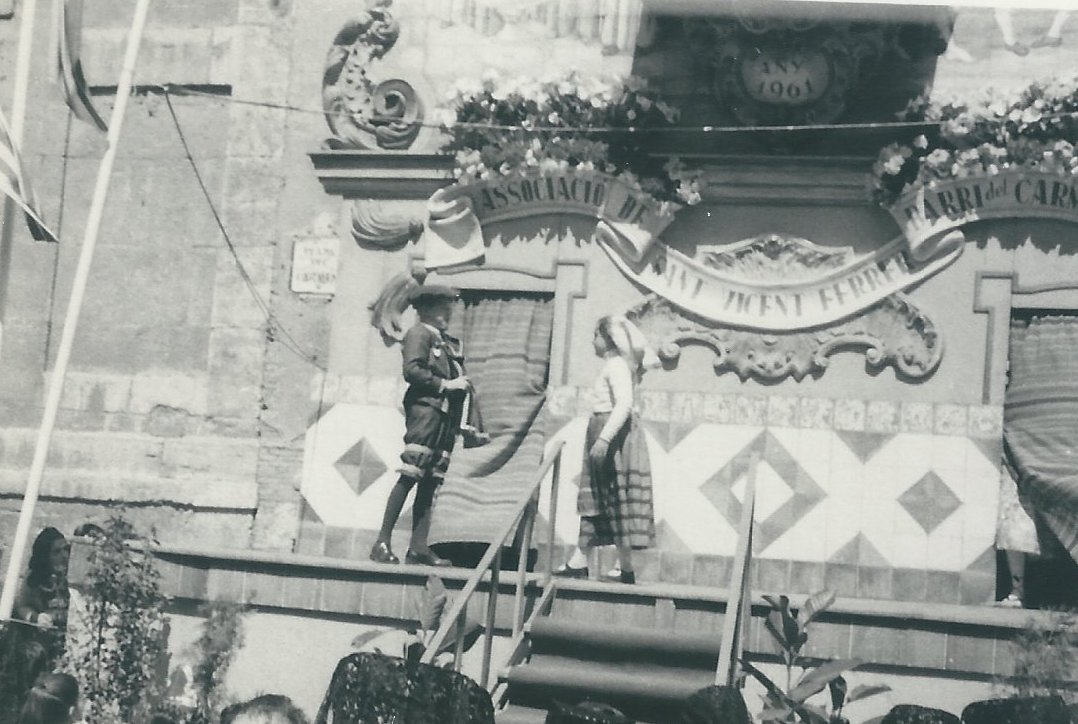
Representación en el Altar del Carmen 1975
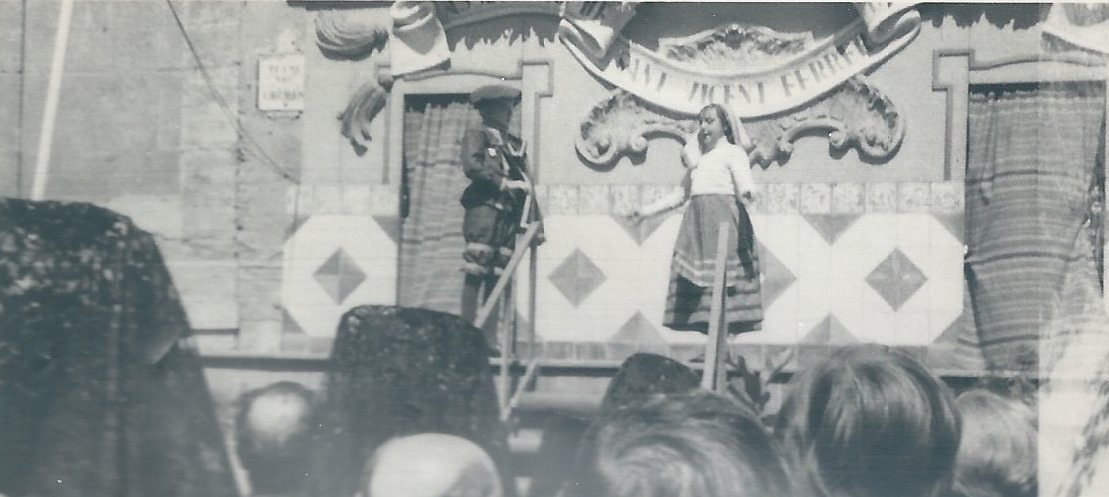
Representación en el Altar del Carmen 1975
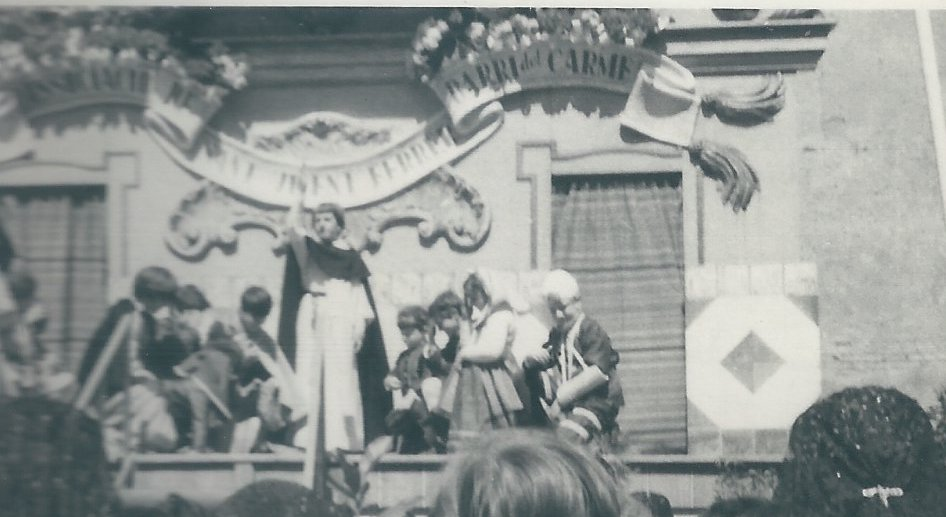
Representación en el Altar del Carmen 1975
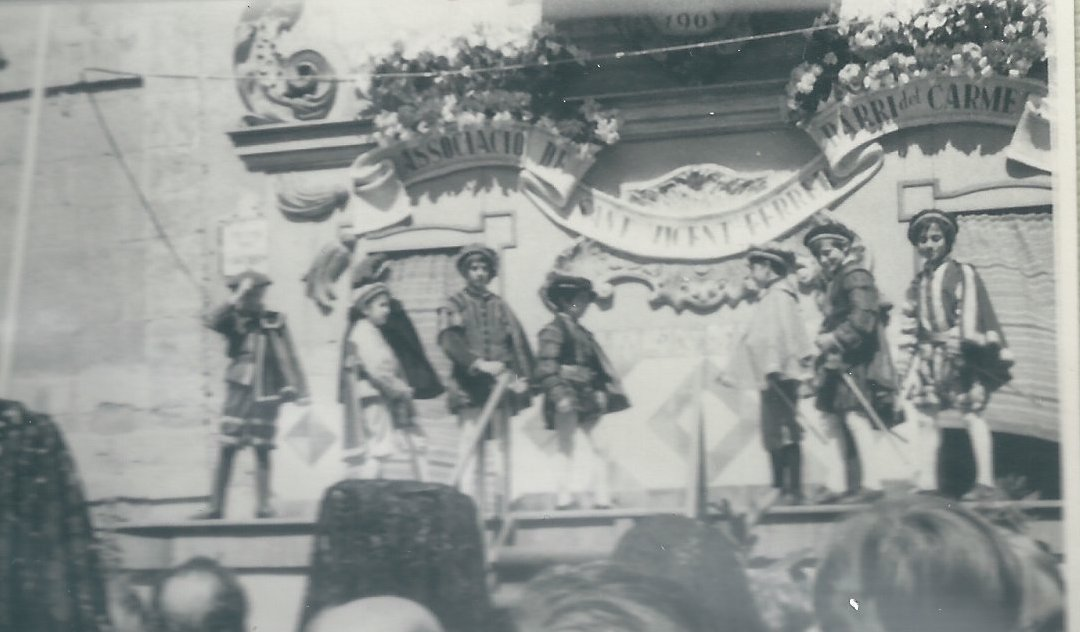
Representación en el Altar del Carmen 1975
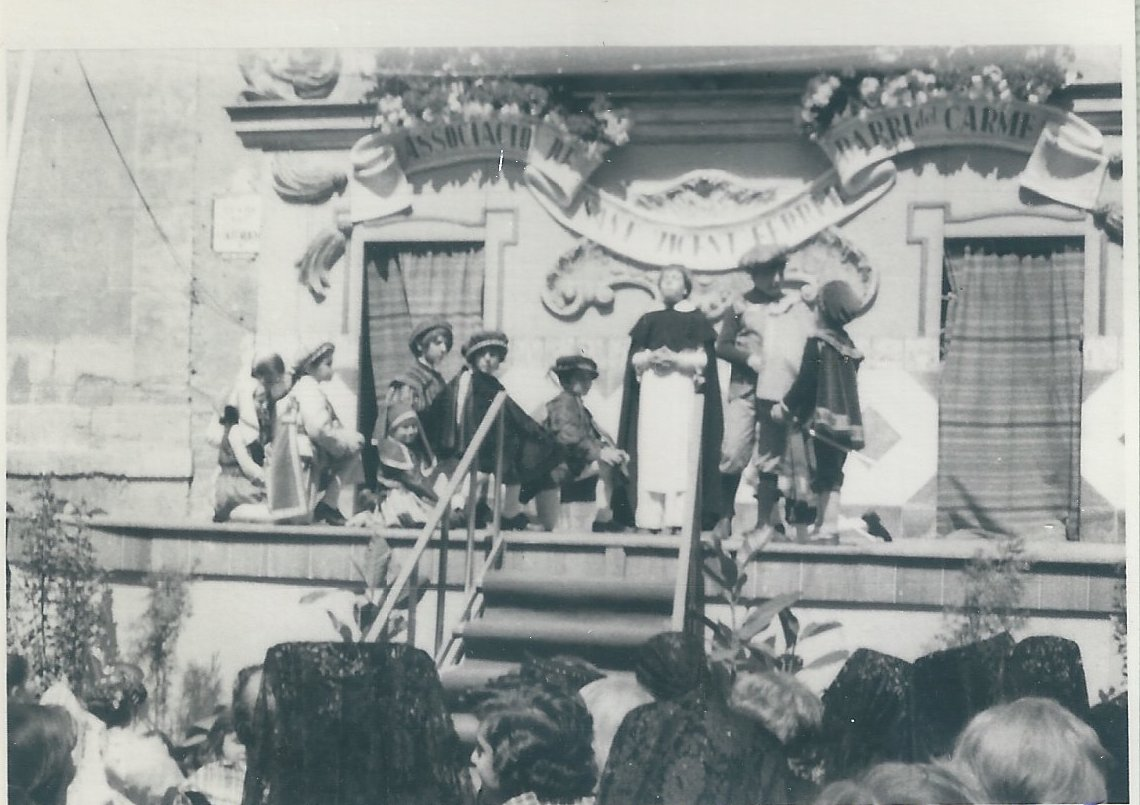
Representación en el Altar del Carmen 1975
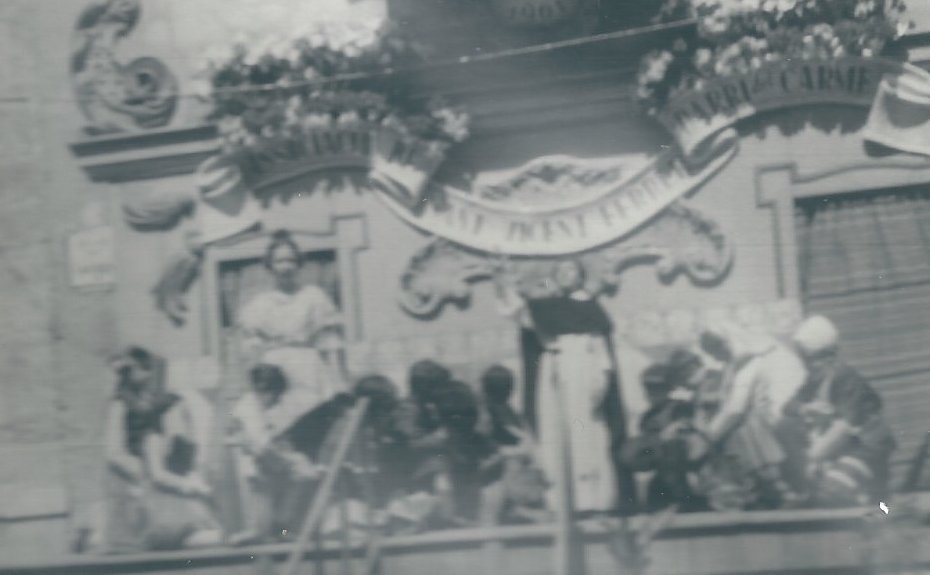
Representación en el Altar del Carmen 1975

Según la tradición en 1359 San Vicente Ferrer, niño de 9 años, realizó el milagro de curar unas apostemas malignas a Antonio Garrigues que vivía en la plazoleta "dels Ams" (Anzuelos) y era vecino del padre de Vicente (Notario).
Tras ser canonizado Vicente Ferrer, Juan Garrigues, hijo de Antonio, quiso recordar el milagro y para ello consiguió autorización para levantar un altar junto a su casa. El altar consistía en una imagen del santo y una inscripción. Con el paso de los años se fueron añadiendo elementos, flores, telas preciosas, figuras representando los milagros conocidos,... 

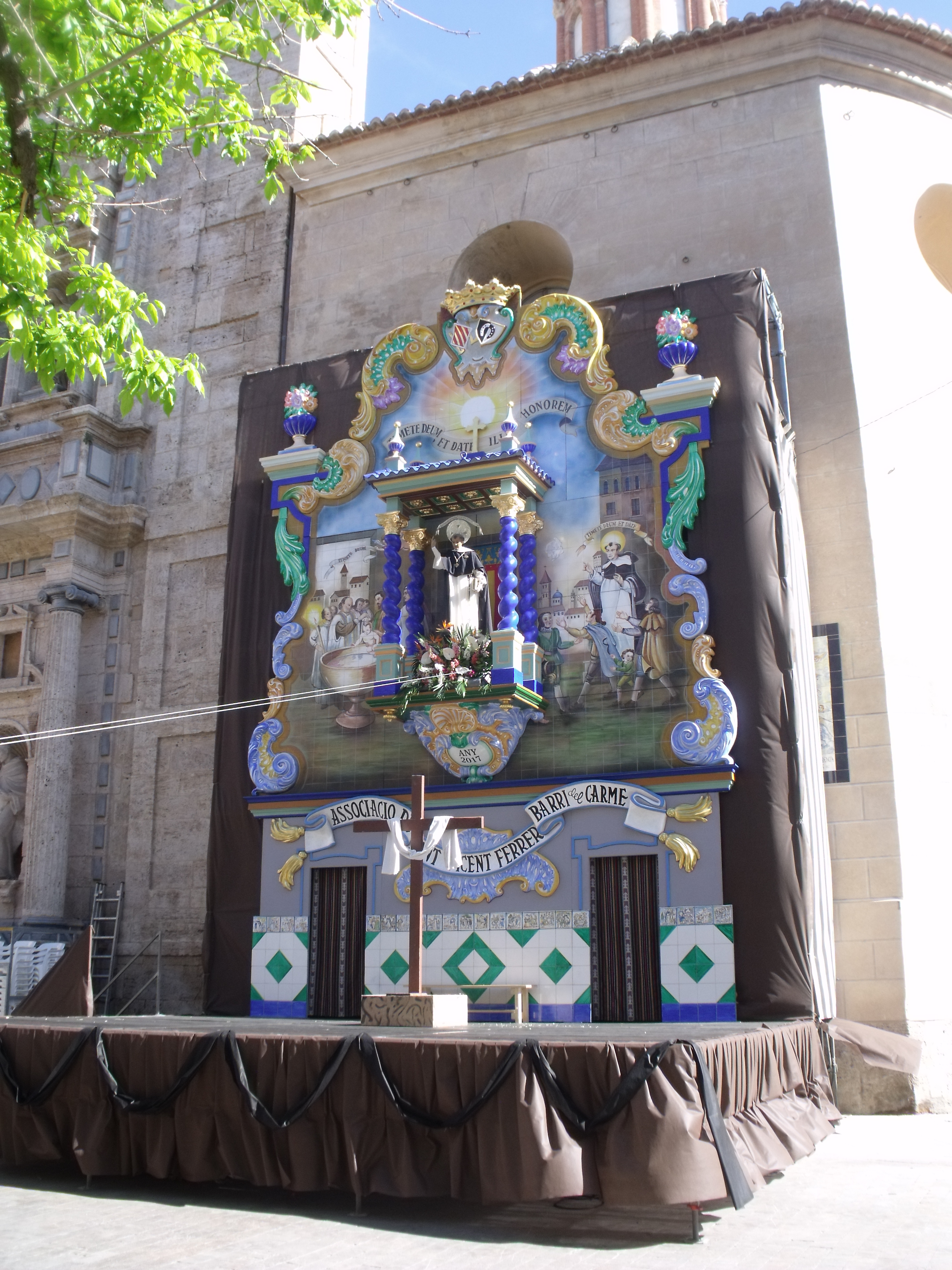
Altar del Carmen
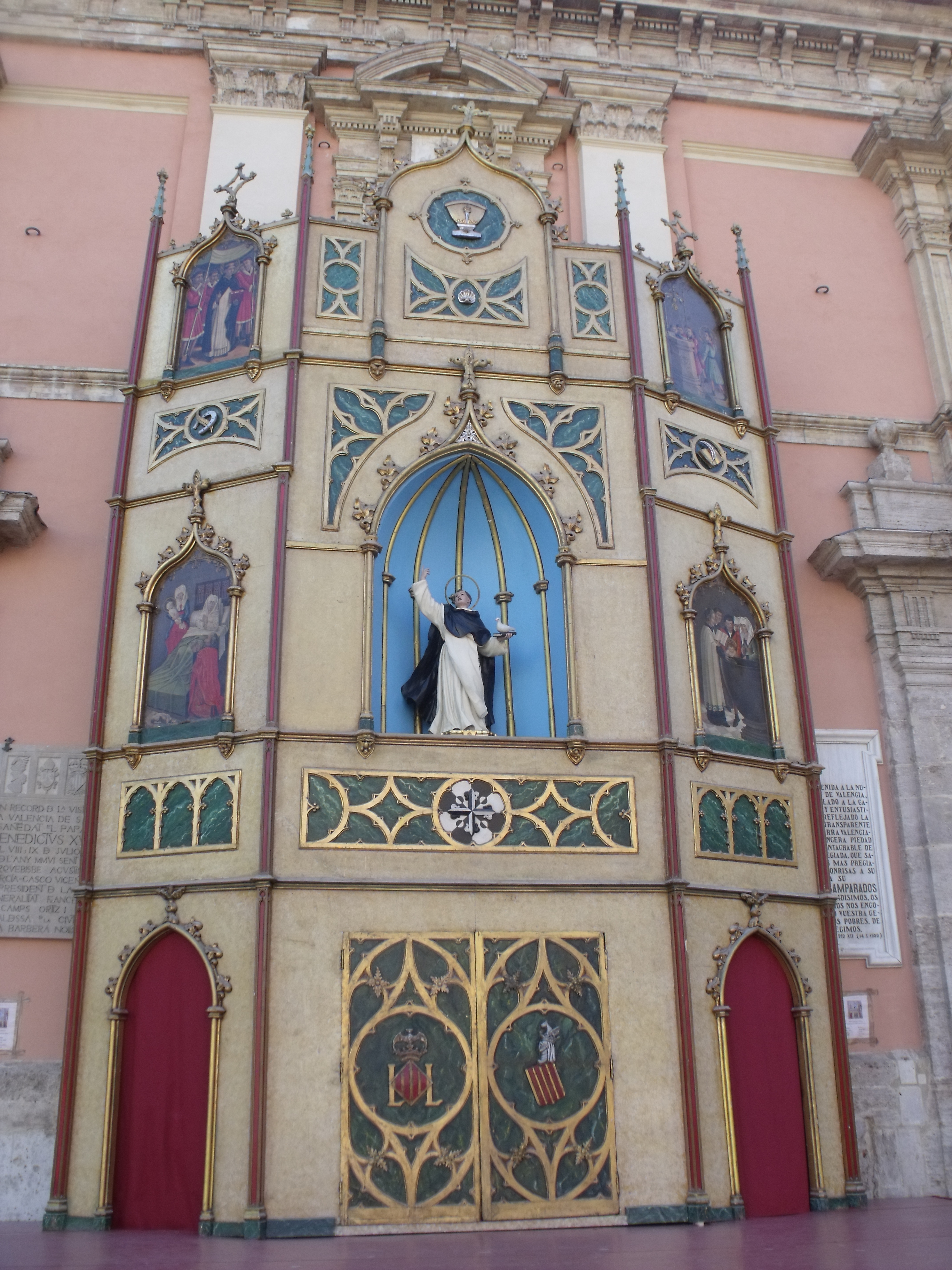
Altar de la Pila bautismal de San Vicente Ferrer
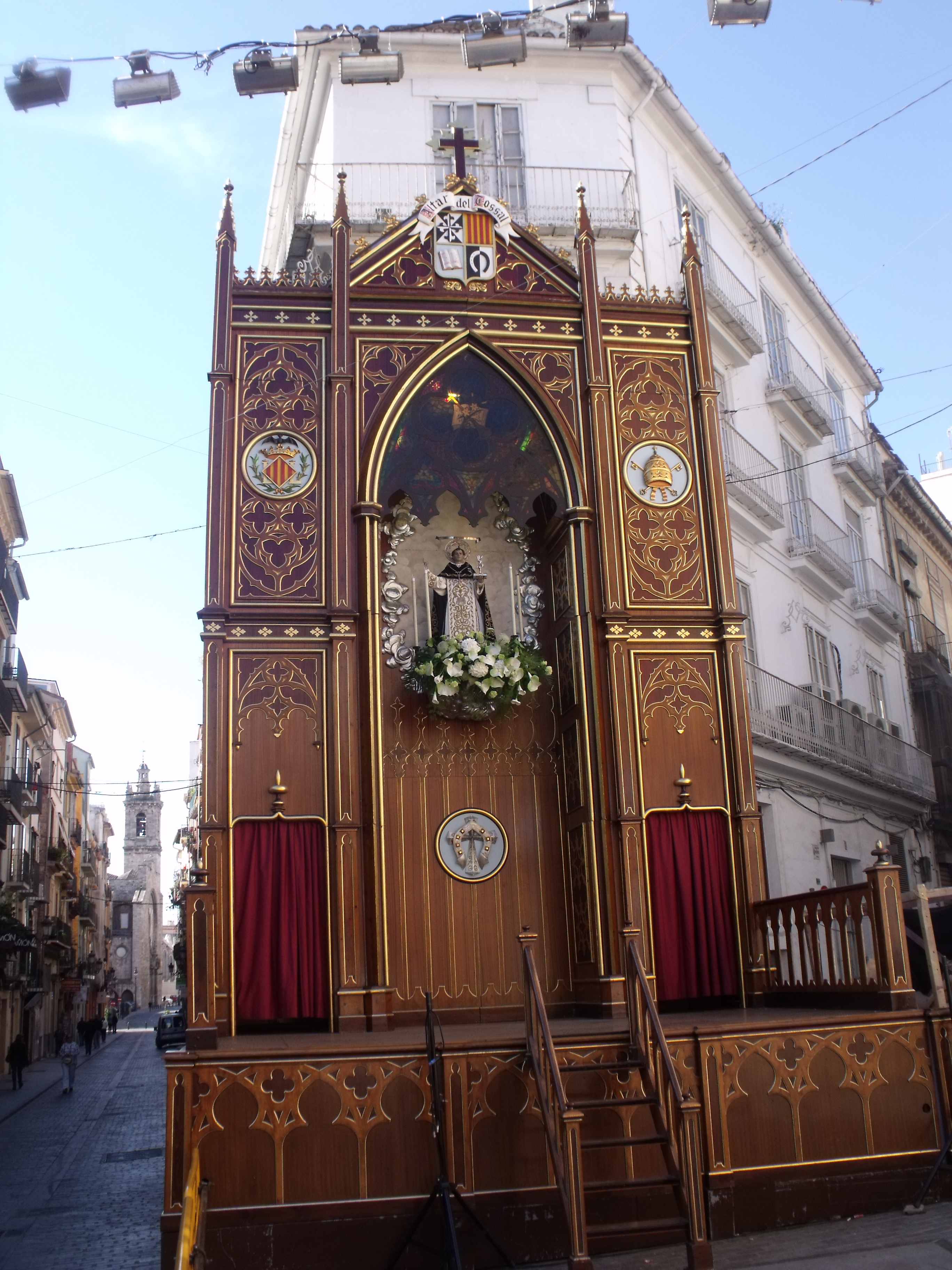
Altar del Tossal
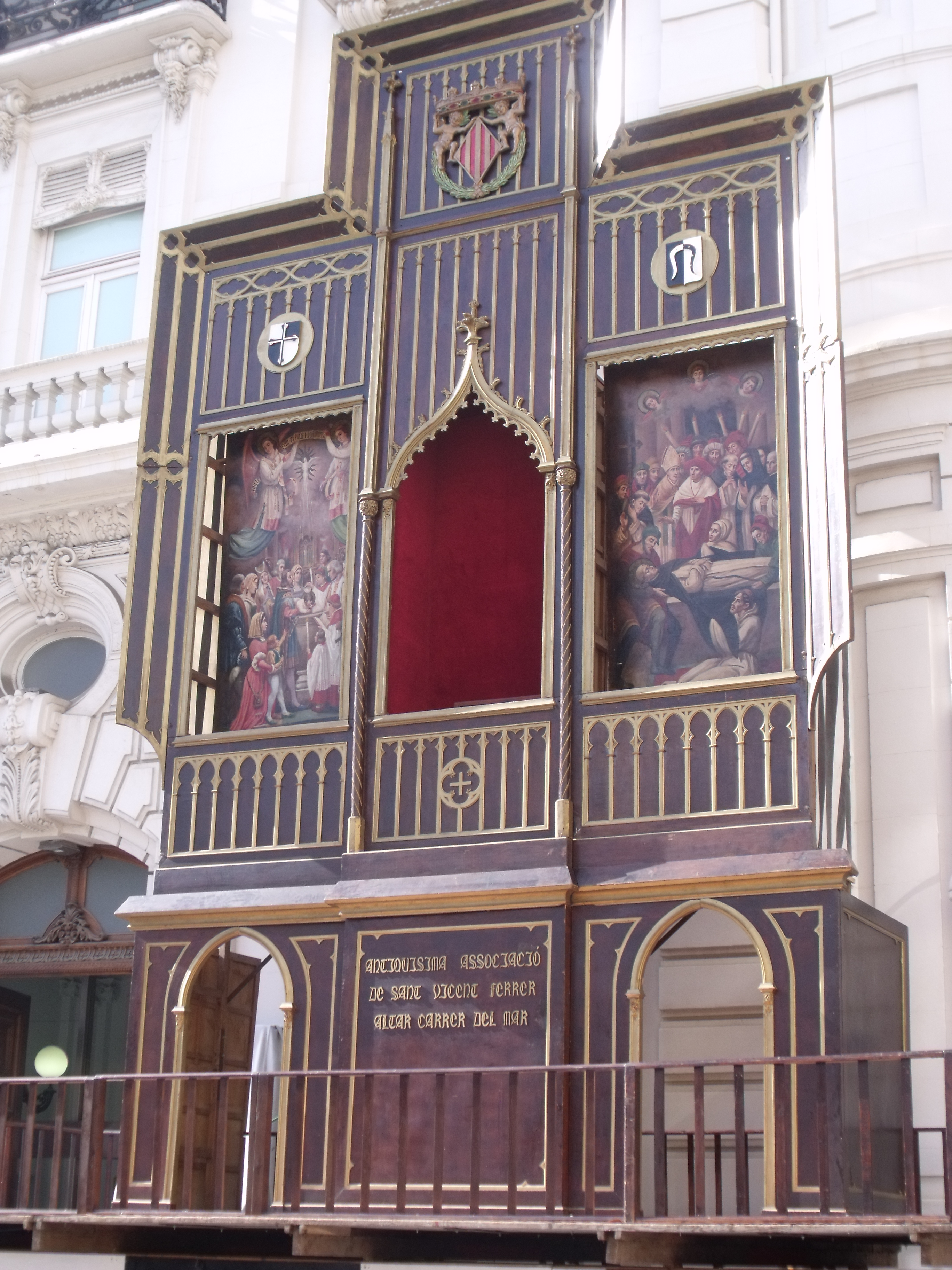
Altar de la calle del Mar
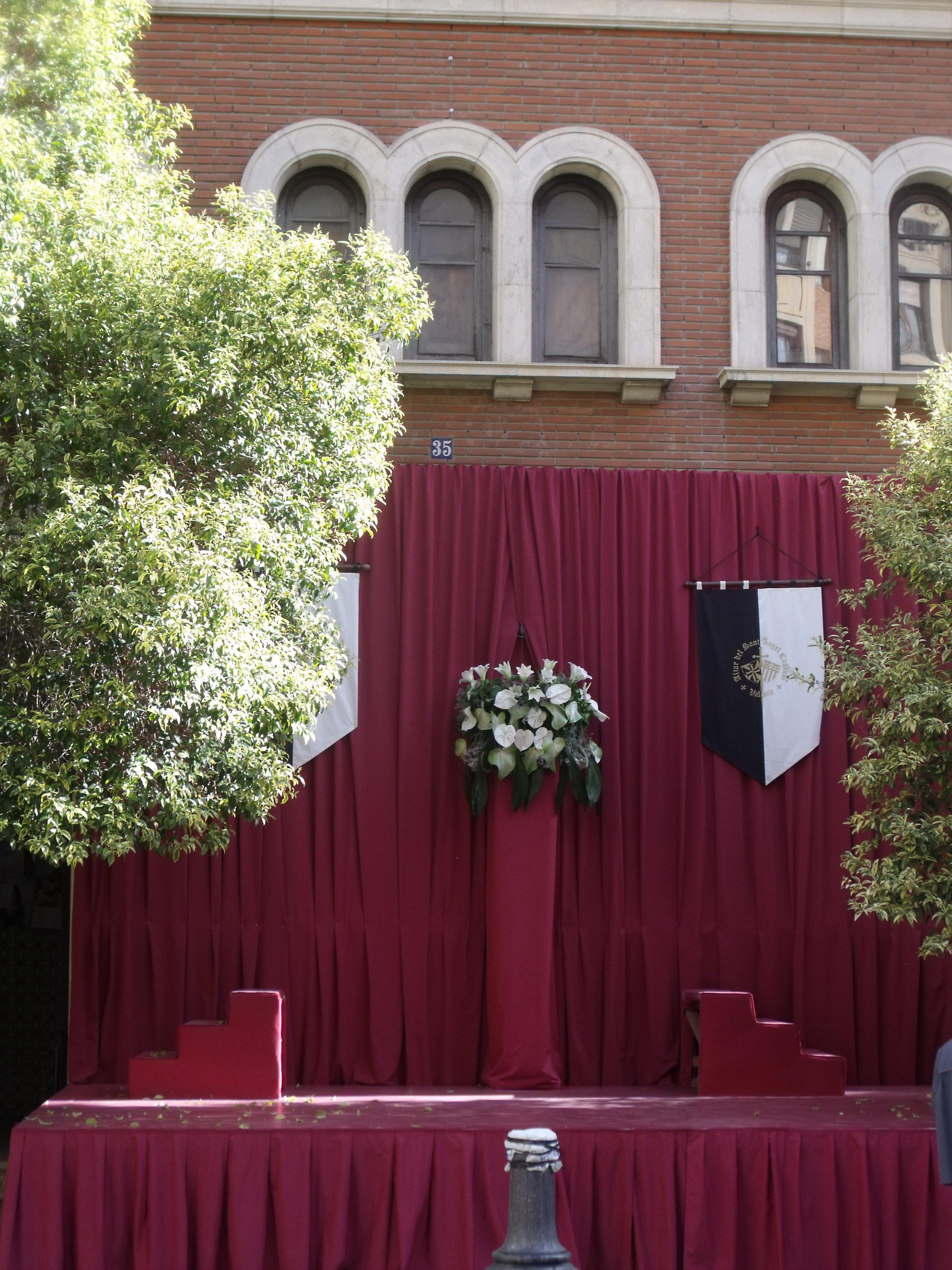
Altar del Ángel Custodio
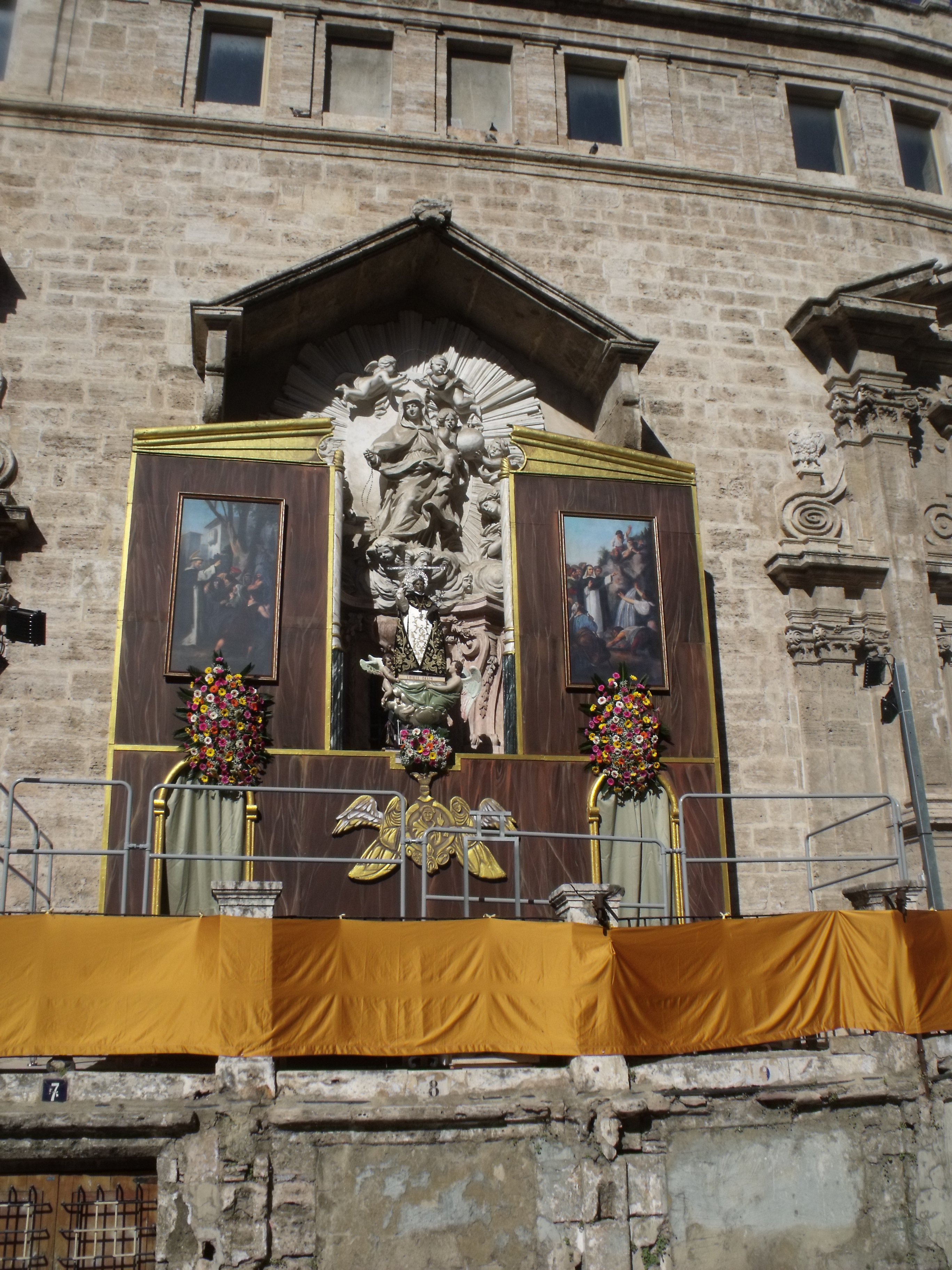
Altar de los Santos Juanes

Lo que en un principio era algo personal fue adquiriendo carácter público y ya los clavarios modificaban la instalación y añadían versos. Esta práctica se extendió por las calles de Valencia pese a las protestas de los vecinos de la calle del Mar que lo consideraban algo suyo. Con el tiempo se levantaron altares también en honor a la Virgen y otros santos. La abundancia de altares desde 1598 está documentada en diversas ocasiones, lo que demuestra su continuidad en el tiempo.
En 1748 Fernando VI, establecía que no se erigiesen altares en las vías públicas, ni se formasen retablos u otros elementos, pero ese mismo año, el 2 de abril, una Real Provisión exceptuaba de la prohibición al altar de la calle del Mar. La orden real pedía ayuda a las autoridades municipales para que se llevara a efecto, alegando que se perdía mucho tiempo y horas de trabajo por la abundancia de altares, así como por la duración de los festejos con vaquillas, toros encordados, disparo de tracas, entre otras actividades.
En 1757 el altar del Mar publica las poesías que se utilizaron en las fiestas de ese año. Son muchos los ejemplos de la poca perseverancia que tuvieron las autoridades locales para hacer cumplir la orden real. Las prohibiciones volvieron a sucederse en 1756, 1765, 1777 y 1797, en este caso la prohibición hace mención al altar de la plaza del Mercado que había solicitado autorización para realizar la representación como todos los años venia haciendo.

(...)les representacions d'un dels milacres que en vida va obrar en Sant i cascún any es representen

En 1810 Martínez Ortiz da libertad para erigir nuevamente altares en las calles existiendo referencias de ciertas disputas entre los vecinos del Tros-alt (actual Altar del Tossal) y los del Mercado con los de la calle del Mar que querían seguir manteniendo exclusividad, lo que era imposible dada la abundancia de altares. Es en estas fechas cuando ya se empiezan editar con regularidad los textos dramáticos además de los propios de las celebraciones.
El altar del colegio imperial de niños huérfanos fue una excepción, además del ubicado en el patio central,también se representaban de forma itinerante por las provincias de Alicante y Valencia.

## Los "Miracles" hoy
Actualmente las fiestas vicentinas siguen siendo unas de las más importantes de la ciudad junto con las Fallas y el Corpus. Desde el viernes (San Vicente se celebra siempre el lunes después de Pascua), los actos se van sucediendo en los distintos altares, ceremonias religiosas y representaciones en las parroquias, procesiones, cenas de hermandad, fuegos artificiales y las citadas representaciones como eje principal.
El concurso donde se elige el mejor "milacre" del año es organizado por la centenaria entidad Lo Rat Penat, que participa también con autoridades municipales en la entrega de premios.
Vicent que per tos prodigis
i tos milacres heroics,
te as sublimat al gran titol
de Profeta i Apostolic.
Yo so ta Patria dichosa,
yo so Valencia la noble,
que per lleal a mes armes,
dosells servixen de trofes.
Colonia so dels Romans
com a tot lo Orp es notori,
del govern de sos Patricis
heriti les millors copies